# Терранова-ди-Поллино
Терранова-ди-Поллино (итал. Terranova di Pollino) — коммуна в Италии, расположена в регионе Базиликата, подчиняется административному центру Потенца.
Население составляет 1680 человек, плотность населения составляет 15 чел./км². Занимает площадь 112 км². Почтовый индекс — 85030. Телефонный код — 0973.
Покровителем населённого пункта считается San Francesco Da Paola.